# Copa Davis de tennis
La Copa Davis és una competició tennística disputada anualment entre països per eliminatòries organitzada per la International Tennis Federation. La competició equivalent femenina és la Copa Federació de tennis. La competició es va crear l'any 1900 entre el Regne Unit i els Estats Units. Progressivament es va anar ampliant el nombre de participants superant de llarg el centenar en l'actualitat. L'equip estatunidenc és el més victoriós amb 32 títols i 61 finals disputades i junt a Austràlia dominen àmpliament el palmarès.

## Història

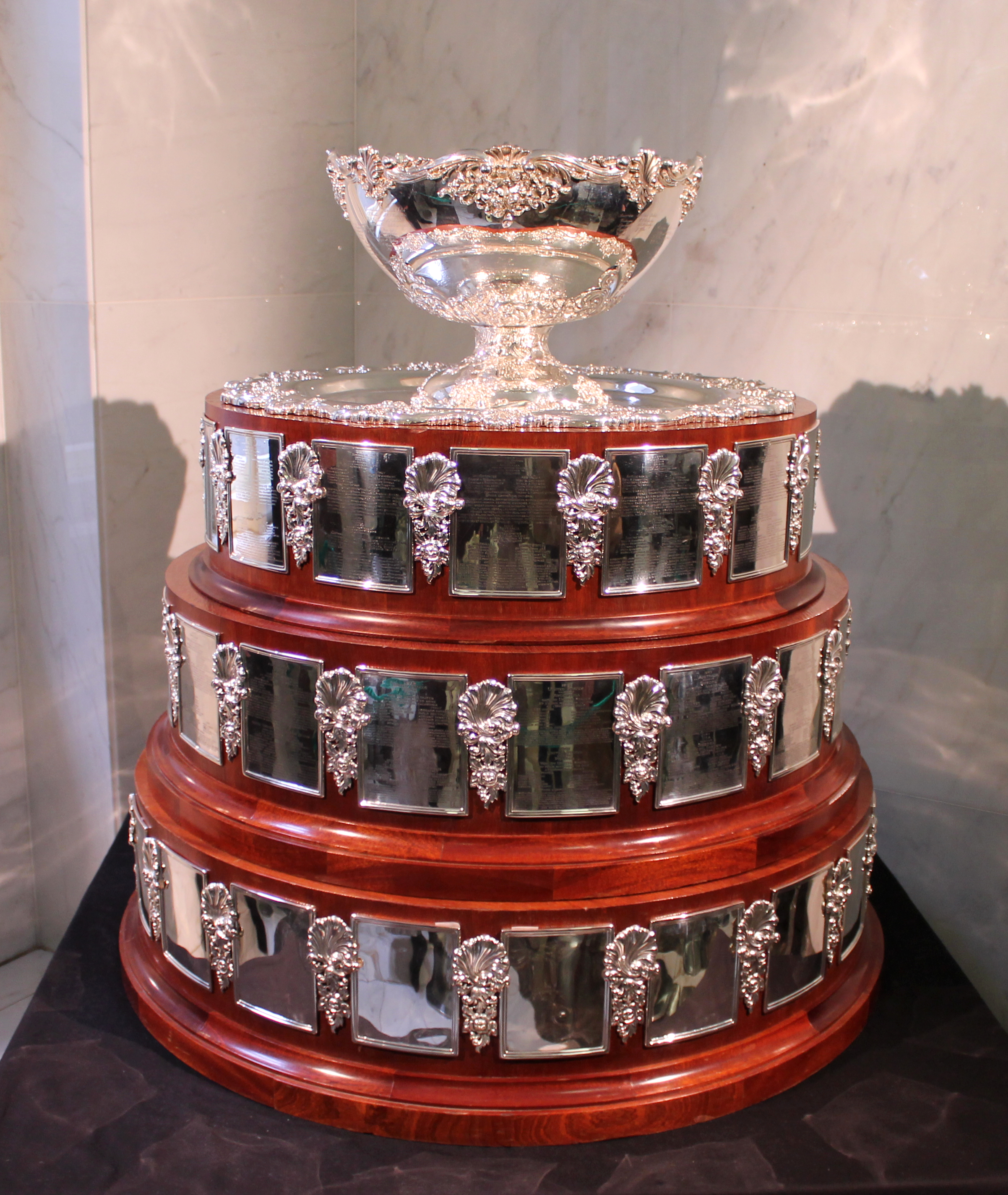
Trofeu de la Copa Davis.

El torneig fou ideat l'any 1899 per quatre membres de l'equip de tennis de la Universitat Harvard que tenien el desig de desafiar a tennistes britànics. Un cop les respectives federacions es van posar d'acord, Dwight F. Davis, un dels quatre jugadors estatunidencs, va establir el format del torneig i va encarregar el disseny d'un trofeu a l'empresa Shreve, Crump & Low que ell mateix va adquirir. La primera edició es va disputar entre els Estats Units i la Gran Bretanya (van competir sota el nom de "Illes Britàniques") en el Longwood Cricket Club de Boston l'any 1900 amb victòria de l'equip americà per 3 a 0. L'any següent no es va celebrar però el 1902, els Estats Units van tornar a guanyar l'enfrontament. El 1905 es va expandir amb la inclusió de Bèlgica, Àustria, França i Australàsia, un equip combinat entre Austràlia i Nova Zelanda que van competir conjuntament fins al 1914.
Inicialment es va anomenar International Lawn Tennis Challenge però amb la mort de Dwight Davis, creador del torneig, la competició va adoptar el nom de Copa Davis en el seu honor.
Durant aquesta època, el palmarès se'l van repartir els principals equips segons diverses generacions de tennistes. Els Estats Units van dominar la dècada dels anys 20 amb set títols consecutius gràcies a Bill Tilden, Bill Johnston i R. Norris Williams. Seguidament, França va encadenar 6 títols gràcies a la generació de tennistes coneguda com "Els Quatre Mosqueters" (Jean Borotra, Jacques Brugnon, Henri Cochet i René Lacoste). La competició es va interrompre durant la Primera Guerra Mundial (1915-1918) i la Segona Guerra Mundial (1940-1945). Posteriorment, l'equip australià dominà les dues dècades següents amb 15 títols en 18 finals consecutives gràcies a tennistes com Roy Emerson, Neale Fraser, Lew Hoad, Rod Laver, John Newcombe, Ken Rosewall, Mervyn Rose, Frank Sedgman i el capità de l'equip Harry Hopman.
Fins a l'any 1973, la competició només l'havien guanyat els Estats Units, Gran Bretanya, França i Austràlia/Australàsia. Aquesta hegemonia domina es trencà el 1974 amb el títol de Sud-àfrica, però es donà el fet que l'Índia no acceptà jugar la final com a protesta pel règim d'apartheid dels africans. L'any 1989 es va introduir el tiebreak en la competició i actualment s'utilitza en tots els sets excepte el cinquè.

## Format

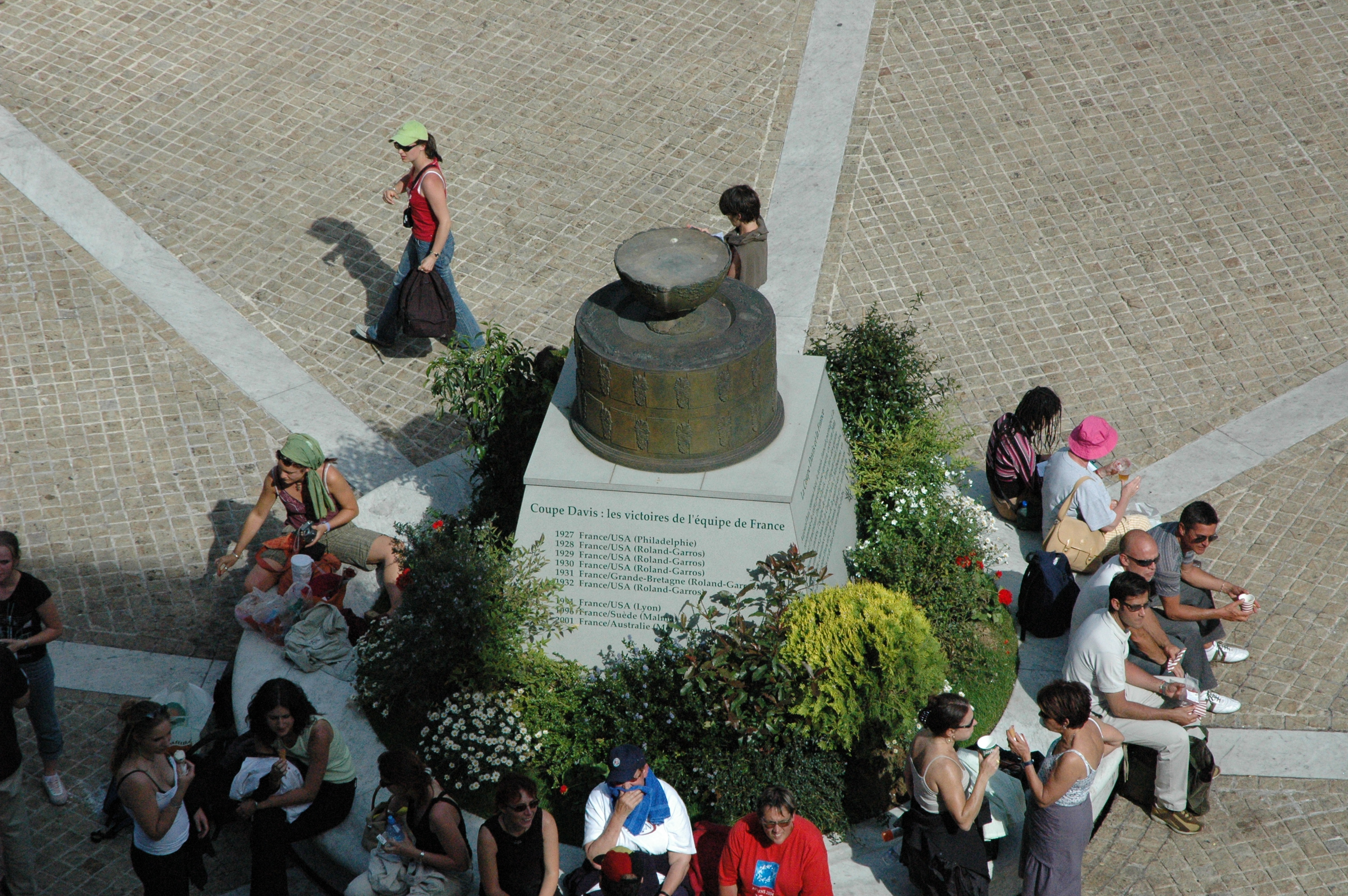
Monument de la Copa Davis al Stade Roland Garros en honor dels trofeus aconseguits per l'equip francès.

El format actual es va inaugurar en l'edició de 2019, quan Madrid va ser la seu única de la competició. Els equips nacionals estan dividits en grups i sectors per tal de classificar-los segons el seu nivell tennístic i garantir que els millors equips juguen entre ells. Els 18 millors equips del món, 16 a partir dem estan enquadrats en el Grup Mundial i competeixen anualment per aconseguir el títol de la Copa Davis. La resta de països estan distribuïts en un dels tres sectors regionals (Amèrica, Àsia/Oceania i Europa/Àfrica). A partir de la competició de 2021 la competició inclou dues subseus.
El Grup Mundial passa a anomenar-se Davis Cup Finals. Es van substituir les quatre rondes disputades al llarg de l'any (primera ronda, quarts de final, semifinals i final) per disputar tots els partits en una sola setmana i en una sola seu escollida prèviament, ampliant el nombre d'equips nacionals a 18, 16 a partir de 2022. Els primers quatre dies es disputa la fase de grups en format Round Robin, amb els divuit equips repartits en sis grups de tres equips. El guanyador de cada grup i els dos millors segons avancen a quarts de final. Aquests enfrontaments de la fase de grups es disputen mitjançant dos partits individuals més un de dobles, i enlloc de disputar-se al màxim de cinc sets es passa a tres sets. En els tres dies finals es disputen les tres rondes finals: quarts de final, semifinals i final.
Prèviament es disputa la ronda de classificació amb un total de 12 enfrontaments directes, els guanyadors dels quals van accedir a la fase final afegint-se als quatre semifinalistes de l'edició anterior i dos convidats més. Els perdedors van accedir al Grup I dels respectius sectors territorials. Els grups I, II, III i IV de cada sector seguien tenint el mateix funcionament tradicional.
El Grup Mundial és el grup de més categoria, compost pels 16 millors països del món i s'enquadren en quatre rondes eliminatòries per guanyar el trofeu. El quadre es distribueix mitjançant el rànquing establert per la ITF que es configura a partir dels resultats en els anys anteriors. Els dos finalistes sempre són els dos primers caps de sèrie per tal d'assegurar que no es trobaran en la final en la següent edició. Després de la primera ronda eliminatòria, els vuit països vencedors es classifiquen automàticament pel Grup Mundial de l'any següent, mentre que els vuit perdedors han de disputar el Playoff pel Grup Mundial contra els vencedors del Grup I del sectors regionals. Aquest playoff és una eliminatòria on els vencedors entraran al Grup Mundial i els perdedors es baixaran als respectius Grup I dels sectors regionals l'edició següent.
Cada un dels tres sectors regionals es divideix en quatre grups (Grup I, Grup II, Grup III, Grup IV). Els dos grups principals també disputen rondes eliminatòries mentre que els altres dos realitzen un torneig en format Round Robin. Els guanyadors de cada grup ascendeixen de grup mentre que els perdedors descendeixen.
Cada ronda eliminatòria del Grup Mundial i els grups I i II es compon de cinc partits, disputats normalment en un cap de setmana: dos individuals el divendres, un partit de dobles el dissabte i dos individuals més el diumenge. Cada partit es disputa al millor de cinc sets, llevat que l'eliminatòria ja estigui decidida, aleshores solen disputar-se els partits restants al millor de tres sets. En els quatre primers sets es decideixen en tiebreak si és necessari, però en el cinquè és obligatori guanyar per dos jocs de diferència. L'equip que venci en almenys tres partits és el guanyador de l'eliminatòria i accedeix a la següent ronda. Generalment, els tennistes que disputen els partits individuals el divendres, solen repetir el diumenge però intercanviant l'oponent. Abans de disputar cada eliminatòria, el capità de l'equip escull els tennistes que formaran l'equip, entre dos i cinc, i quins partits disputaran cada un, individuals i dobles. El dia abans se celebra el sorteig per determinar l'ordre de joc dels partits. En anteriors edicions, els equips només podien substituir els tennistes del darrer dia només en cas de lesió o malaltia, i comprovat per un metge. Actualment, el reglament permet que el capità designi els tennistes que disputaran els dos darrers partits individuals sempre que no es repeteixi enfrontament disputat del primer dia. No hi ha cap restricció sobre els jugadors que han de disputar el partit de dobles, ja que poden ser els mateixos que disputen els enfrontaments individuals o uns altres que generalment són especialistes de dobles. Les eliminatòries dels grups III i IV estan formades per només tres partits, dos individuals i un de dobles, que es disputen el mateix dia, i tots incorporen el tiebreak si és necessari.

### Estructura actual
| Nivell | Grups                                                                   | Grups                                   | Grups                                | Grups                                |
| ------ | ----------------------------------------------------------------------- | --------------------------------------- | ------------------------------------ | ------------------------------------ |
| 1      | Grup Mundial 16 països                                                  | Grup Mundial 16 països                  | Grup Mundial 16 països               | Grup Mundial 16 països               |
|        | Play-off Grup Mundial 8 països del Grup Mundial + 8 països dels Grups I |                                         |                                      |                                      |
| 2      | Grup I Zona Amèrica                                                     | Grup I Zona Àsia/Oceania                | Grup I Zona Europa/Àfrica            | Grup I Zona Europa/Àfrica            |
| 3      | Grup II Zona Amèrica 8 països                                           | Grup II Zona Àsia/Oceania 8 països      | Grup II Zona Europa/Àfrica 16 països | Grup II Zona Europa/Àfrica 16 països |
| 4      | Grup III Zona Amèrica 8 països                                          | Grup III Zona Àsia/Oceania 8 països     | Grup III Zona Europa 16 països       | Grup III Zona Àfrica 16 països       |
| 5      | Grup IV Zona Amèrica (provisional)                                      | Grup IV Zona Àsia/Oceania (provisional) |                                      |                                      |

El nombre total d'equips participants en el Grup I és de 24 i estan distribuïts en els tres grups I segons la seva localització a partir dels ascensos i descensos respecte al Grup Mundial. El nombre total de països entre el Grup Mundial i el Grup I és de 40, dels quals 22 són de la zona europea/africana, 9 del sector americà i 9 del sector asiàtic/oceànic. Els vuit països del Grup I que disputen els Play-offs per accedir al Grup Mundial són dos del sector americà, dos del sector asiàtic/oceànic i quatre del sector europeu/africà. Els Grups IV són provisionals perquè si el nombre final de països participants és molt reduït, l'organització del trofeu situa aquests països als respectius Grups III.

#### Calendari
- Primera data. Primera ronda del Grup Mundial, dels Grups I i dels Grups II.
- Segona data. Quarts de final del Grup Mundial, segona ronda dels Grups I i dels Grups II, primera ronda dels play-off de descens dels Grups I i play-off de descens dels Grups II.
- Tercera data. Disputa del Grups IV (si hi ha grups).
- Quarta data. Disputa del Grups III (els sectors se solen disputar en diferents dates).
- Cinquena data. Semifinals del Grup Mundial, Play-off del Grup Mundial, segona ronda dels play-off de descens dels Grups I i tercera ronda dels Grups II.
- Sisena data. Final del Grup Mundial (Final de la Copa Davis).

### Estructures prèvies
Quan la competició va començar l'any 1900, la Copa Davis se celebrava en format Challenge Cup, és a dir, tots els equips competien entre ells per enfrontar-se en la final contra el campió de l'edició anterior, mentre aquest accedia directament en la final. A partir de l'any 1923, els equips es van dividir ens dues zones mundials: el sector americà i el sector europeu, on els campions dels dos sectors disputaven un partit dins el sector interzonal, que decidia quin equip s'enfrontava amb el defensor del títol. L'any 1955 es va afegir un nou sector conegut com a zona de l'est, com a resultat, a l'enfrontament interzonal hi accedien tres països disputant una eliminatòria, de manera que dos dels campions zonals disputaven una semifinal, i el guanyador accedia a la final contra el tercer campió zonal. Amb el creixement del nombre d'equips europeus, aquest sector es va dividir en dues zones l'any 1966 (Sector europeu A i Sector europeu B) i en l'enfrontament interzonal hi accedien quatre països. El 1972 es va eliminar el format Challenge Cup, de manera que el campió deixava d'accedir directament a la final i havia de disputar totes les rondes com la resta d'equips competidors. El format actual de la Copa Davis es va instaurar l'any 1981, dividint els millors equips en el Grup Mundial i la resta en grups dels sectors zonals.

#### Format 1981-2018
El grup mundial el formaven 16 equips i la competició del grup mundial es disputava al llarg de quatre caps de setmana durant l'any i cada ronda eliminatòria entre dos països es disputava en un dels dos països. La ITF determinava el país amfitrió de cada enfrontament a l'inici de la temporada.

## Palmarès
| Any  | Campió                                            | Resultat                                          | Finalista                                         | Superfície                                        | Recinte                                           | Ciutat                                            |
| ---- | ------------------------------------------------- | ------------------------------------------------- | ------------------------------------------------- | ------------------------------------------------- | ------------------------------------------------- | ------------------------------------------------- |
| 1900 | Estats Units                                      | 3 − 0                                             | Illes Britàniques                                 | Herba                                             | Longwood Cricket Club                             | Boston, Estats Units                              |
| 1901 | No disputada                                      | No disputada                                      | No disputada                                      | No disputada                                      | No disputada                                      | No disputada                                      |
| 1902 | Estats Units (2)                                  | 3 − 2                                             | Illes Britàniques                                 | Herba                                             | Crescent Athletic Club                            | Brooklyn, Estats Units                            |
| 1903 | Illes Britàniques                                 | 4 − 1                                             | Estats Units                                      | Herba                                             | Longwood Cricket Club                             | Boston, Estats Units                              |
| 1904 | Illes Britàniques (2)                             | 5 − 0                                             | Bèlgica                                           | Herba                                             | Worple Road                                       | Londres, Regne Unit                               |
| 1905 | Illes Britàniques (3)                             | 5 − 0                                             | Estats Units                                      | Herba                                             | Queen's Club                                      | Londres, Regne Unit                               |
| 1906 | Illes Britàniques (4)                             | 5 − 0                                             | Estats Units                                      | Herba                                             | Worple Road                                       | Londres, Regne Unit                               |
| 1907 | Australàsia                                       | 3 − 2                                             | Illes Britàniques                                 | Herba                                             | Warple Road                                       | Londres, Regne Unit                               |
| 1908 | Australàsia (2)                                   | 3 − 2                                             | Estats Units                                      | Herba                                             | Albert Ground                                     | Melbourne, Austràlia                              |
| 1909 | Australàsia (3)                                   | 5 − 0                                             | Estats Units                                      | Herba                                             | Double Bay Grounds                                | Sydney, Austràlia                                 |
| 1910 | No disputada                                      | No disputada                                      | No disputada                                      | No disputada                                      | No disputada                                      | No disputada                                      |
| 1911 | Australàsia (4)                                   | 4 − 0                                             | Estats Units                                      | Herba                                             | Hagley Park                                       | Christchurch, Nova Zelanda                        |
| 1912 | Illes Britàniques (5)                             | 3 − 2                                             | Australàsia                                       | Herba                                             | Albert Ground                                     | Melbourne, Austràlia                              |
| 1913 | Estats Units (3)                                  | 3 − 2                                             | Regne Unit                                        | Herba                                             | Worple Road                                       | Londres, Regne Unit                               |
| 1914 | Australàsia (5)                                   | 3 − 2                                             | Estats Units                                      | Herba                                             | West Side Tennis Club                             | Nova York, Estats Units                           |
| 1915 | Primera Guerra Mundial                            | Primera Guerra Mundial                            | Primera Guerra Mundial                            | Primera Guerra Mundial                            | Primera Guerra Mundial                            | Primera Guerra Mundial                            |
| 1916 | Primera Guerra Mundial                            | Primera Guerra Mundial                            | Primera Guerra Mundial                            | Primera Guerra Mundial                            | Primera Guerra Mundial                            | Primera Guerra Mundial                            |
| 1917 | Primera Guerra Mundial                            | Primera Guerra Mundial                            | Primera Guerra Mundial                            | Primera Guerra Mundial                            | Primera Guerra Mundial                            | Primera Guerra Mundial                            |
| 1918 | Primera Guerra Mundial                            | Primera Guerra Mundial                            | Primera Guerra Mundial                            | Primera Guerra Mundial                            | Primera Guerra Mundial                            | Primera Guerra Mundial                            |
| 1919 | Australàsia (6)                                   | 4 − 1                                             | Regne Unit                                        | Herba                                             | Double Bay Grounds                                | Sydney, Austràlia                                 |
| 1920 | Estats Units (4)                                  | 5 − 0                                             | Australàsia                                       | Herba                                             | Domain Cricket Club                               | Auckland, Nova Zelanda                            |
| 1921 | Estats Units (5)                                  | 5 − 0                                             | Japó                                              | Herba                                             | West Side Tennis Club                             | Nova York, Estats Units                           |
| 1922 | Estats Units (6)                                  | 4 − 1                                             | Australàsia                                       | Herba                                             | West Side Tennis Club                             | Nova York, Estats Units                           |
| 1923 | Estats Units (7)                                  | 4 − 1                                             | Austràlia                                         | Herba                                             | West Side Tennis Club                             | Nova York, Estats Units                           |
| 1924 | Estats Units (8)                                  | 5 − 0                                             | Austràlia                                         | Herba                                             | Germantown Cricket Club                           | Filadèlfia, Estats Units                          |
| 1925 | Estats Units (9)                                  | 5 − 0                                             | França                                            | Herba                                             | Germantown Cricket Club                           | Filadèlfia, Estats Units                          |
| 1926 | Estats Units (10)                                 | 4 − 1                                             | França                                            | Herba                                             | Germantown Cricket Club                           | Filadèlfia, Estats Units                          |
| 1927 | França                                            | 3 − 2                                             | Estats Units                                      | Herba                                             | Germantown Cricket Club                           | Filadèlfia, Estats Units                          |
| 1928 | França (2)                                        | 4 − 1                                             | Estats Units                                      | Terra batuda                                      | Stade Roland Garros                               | París, França                                     |
| 1929 | França (3)                                        | 3 − 2                                             | Estats Units                                      | Terra batuda                                      | Stade Roland Garros                               | París, França                                     |
| 1930 | França (4)                                        | 4 − 1                                             | Estats Units                                      | Terra batuda                                      | Stade Roland Garros                               | París, França                                     |
| 1931 | França (5)                                        | 3 − 2                                             | Regne Unit                                        | Terra batuda                                      | Stade Roland Garros                               | París, França                                     |
| 1932 | França (6)                                        | 3 − 2                                             | Estats Units                                      | Terra batuda                                      | Stade Roland Garros                               | París, França                                     |
| 1933 | Regne Unit (6)                                    | 3 − 2                                             | França                                            | Terra batuda                                      | Stade Roland Garros                               | París, França                                     |
| 1934 | Regne Unit (7)                                    | 4 − 1                                             | Estats Units                                      | Herba                                             | All England Club                                  | Londres, Regne Unit                               |
| 1935 | Regne Unit (8)                                    | 5 − 0                                             | Estats Units                                      | Herba                                             | All England Club                                  | Londres, Regne Unit                               |
| 1936 | Regne Unit (9)                                    | 3 − 2                                             | Austràlia                                         | Herba                                             | All England Club                                  | Londres, Regne Unit                               |
| 1937 | Estats Units (11)                                 | 4 − 1                                             | Regne Unit                                        | Herba                                             | All England Club                                  | Londres, Regne Unit                               |
| 1938 | Estats Units (12)                                 | 3 − 2                                             | Austràlia                                         | Herba                                             | Merion Cricket Club                               | Haverford, Estats Units                           |
| 1939 | Austràlia (7)                                     | 3 − 2                                             | Estats Units                                      | Herba                                             | Merion Cricket Club                               | Haverford, Estats Units                           |
| 1940 | Segona Guerra Mundial                             | Segona Guerra Mundial                             | Segona Guerra Mundial                             | Segona Guerra Mundial                             | Segona Guerra Mundial                             | Segona Guerra Mundial                             |
| 1941 | Segona Guerra Mundial                             | Segona Guerra Mundial                             | Segona Guerra Mundial                             | Segona Guerra Mundial                             | Segona Guerra Mundial                             | Segona Guerra Mundial                             |
| 1942 | Segona Guerra Mundial                             | Segona Guerra Mundial                             | Segona Guerra Mundial                             | Segona Guerra Mundial                             | Segona Guerra Mundial                             | Segona Guerra Mundial                             |
| 1943 | Segona Guerra Mundial                             | Segona Guerra Mundial                             | Segona Guerra Mundial                             | Segona Guerra Mundial                             | Segona Guerra Mundial                             | Segona Guerra Mundial                             |
| 1944 | Segona Guerra Mundial                             | Segona Guerra Mundial                             | Segona Guerra Mundial                             | Segona Guerra Mundial                             | Segona Guerra Mundial                             | Segona Guerra Mundial                             |
| 1945 | Segona Guerra Mundial                             | Segona Guerra Mundial                             | Segona Guerra Mundial                             | Segona Guerra Mundial                             | Segona Guerra Mundial                             | Segona Guerra Mundial                             |
| 1946 | Estats Units (13)                                 | 5 − 0                                             | Austràlia                                         | Herba                                             | Kooyong Stadium                                   | Melbourne, Austràlia                              |
| 1947 | Estats Units (14)                                 | 4 − 1                                             | Austràlia                                         | Herba                                             | West Side Tennis Club                             | Nova York, Estats Units                           |
| 1948 | Estats Units (15)                                 | 5 − 0                                             | Austràlia                                         | Herba                                             | West Side Tennis Club                             | Nova York, Estats Units                           |
| 1949 | Estats Units (16)                                 | 4 − 1                                             | Austràlia                                         | Herba                                             | West Side Tennis Club                             | Nova York, Estats Units                           |
| 1950 | Austràlia (8)                                     | 4 − 1                                             | Estats Units                                      | Herba                                             | West Side Tennis Club                             | Nova York, Estats Units                           |
| 1951 | Austràlia (9)                                     | 3 − 2                                             | Estats Units                                      | Herba                                             | White City Stadium                                | Sydney, Austràlia                                 |
| 1952 | Austràlia (10)                                    | 4 − 1                                             | Estats Units                                      | Herba                                             | Memorial Drive Tennis Centre                      | Adelaida, Austràlia                               |
| 1953 | Austràlia (11)                                    | 3 − 2                                             | Estats Units                                      | Herba                                             | Kooyong Stadium                                   | Melbourne, Austràlia                              |
| 1954 | Estats Units (17)                                 | 3 − 2                                             | Austràlia                                         | Herba                                             | White City Stadium                                | Sydney, Austràlia                                 |
| 1955 | Austràlia (12)                                    | 5 − 0                                             | Estats Units                                      | Herba                                             | West Side Tennis Club                             | Nova York, Estats Units                           |
| 1956 | Austràlia (13)                                    | 5 − 0                                             | Estats Units                                      | Herba                                             | Memorial Drive Tennis Centre                      | Adelaida, Austràlia                               |
| 1957 | Austràlia (14)                                    | 3 − 2                                             | Estats Units                                      | Herba                                             | Kooyong Stadium                                   | Melbourne, Austràlia                              |
| 1958 | Estats Units (18)                                 | 3 − 2                                             | Austràlia                                         | Herba                                             | Milton Courts                                     | Brisbane, Austràlia                               |
| 1959 | Austràlia (15)                                    | 3 − 2                                             | Estats Units                                      | Herba                                             | West Side Tennis Club                             | Nova York, Estats Units                           |
| 1960 | Austràlia (16)                                    | 4 − 1                                             | Itàlia                                            | Herba                                             | White City Stadium                                | Sydney, Austràlia                                 |
| 1961 | Austràlia (17)                                    | 5 − 0                                             | Itàlia                                            | Herba                                             | Kooyong Stadium                                   | Melbourne, Austràlia                              |
| 1962 | Austràlia (18)                                    | 5 − 0                                             | Mèxic                                             | Herba                                             | Milton Courts                                     | Brisbane, Austràlia                               |
| 1963 | Estats Units (19)                                 | 3 − 2                                             | Austràlia                                         | Herba                                             | Memorial Drive Tennis Centre                      | Adelaida, Austràlia                               |
| 1964 | Austràlia (19)                                    | 3 − 2                                             | Estats Units                                      | Terra batuda                                      | Harold Clark Courts                               | Cleveland, Estats Units                           |
| 1965 | Austràlia (20)                                    | 4 − 1                                             | Espanya                                           | Herba                                             | White City Stadium                                | Sydney, Austràlia                                 |
| 1966 | Austràlia (21)                                    | 4 − 1                                             | Índia                                             | Herba                                             | Kooyong Stadium                                   | Melbourne, Austràlia                              |
| 1967 | Austràlia (22)                                    | 4 − 1                                             | Espanya                                           | Herba                                             | Milton Courts                                     | Brisbane, Austràlia                               |
| 1968 | Estats Units (20)                                 | 4 − 1                                             | Austràlia                                         | Herba                                             | Memorial Drive Tennis Centre                      | Adelaida, Austràlia                               |
| 1969 | Estats Units (21)                                 | 5 − 0                                             | Romania                                           | Dura                                              | Harold Clark Courts                               | Cleveland, Estats Units                           |
| 1970 | Estats Units (22)                                 | 5 − 0                                             | Alemanya Occidental                               | Dura                                              | Harold Clark Courts                               | Cleveland, Estats Units                           |
| 1971 | Estats Units (23)                                 | 3 − 2                                             | Romania                                           | Terra batuda                                      | Olde Providence Racquet Club                      | Charlotte, Estats Units                           |
| 1972 | Estats Units (24)                                 | 3 − 2                                             | Romania                                           | Terra batuda                                      | Club Sportiv Progresul                            | Bucarest, Romania                                 |
| 1973 | Austràlia (23)                                    | 5 − 0                                             | Estats Units                                      | Terra batuda (i)                                  | Public Auditorium                                 | Cleveland, Estats Units                           |
| 1974 | Sud-àfrica                                        | A                                                 | Índia                                             |                                                   |                                                   |                                                   |
| 1975 | Suècia                                            | 3 − 2                                             | Txecoslovàquia                                    | Terra batuda (i)                                  | Kungliga Tennishallen                             | Estocolm, Suècia                                  |
| 1976 | Itàlia                                            | 4 − 1                                             | Xile                                              | Terra batuda                                      | Estadio Nacional                                  | Santiago, Xile                                    |
| 1977 | Austràlia (24)                                    | 3 − 1                                             | Itàlia                                            | Herba                                             | White City Stadium                                | Sydney, Austràlia                                 |
| 1978 | Estats Units (25)                                 | 4 − 1                                             | Regne Unit                                        | Dura                                              | Mission Hills Country Club                        | Rancho Mirage, Estats Units                       |
| 1979 | Estats Units (26)                                 | 5 − 0                                             | Itàlia                                            | Terra batuda (i)                                  | Bill Graham Civic Auditorium                      | San Francisco, Estats Units                       |
| 1980 | Txecoslovàquia                                    | 4 − 1                                             | Itàlia                                            | Terra batuda (i)                                  | Malá Sportovní Hall                               | Praga, Txecoslovàquia                             |
| 1981 | Estats Units (27)                                 | 3 − 1                                             | Argentina                                         | Terra batuda (i)                                  | Riverfront Coliseum                               | Cincinnati, Estats Units                          |
| 1982 | Estats Units (28)                                 | 3 − 2                                             | França                                            | Terra batuda (i)                                  | Palais des Sports                                 | Grenoble, França                                  |
| 1983 | Austràlia (25)                                    | 3 − 2                                             | Suècia                                            | Herba                                             | Kooyong Stadium                                   | Melbourne, Austràlia                              |
| 1984 | Suècia (2)                                        | 4 − 1                                             | Estats Units                                      | Terra batuda (i)                                  | Scandinavium                                      | Göteborg, Suècia                                  |
| 1985 | Suècia (3)                                        | 3 − 2                                             | Alemanya Occidental                               | Terra batuda (i)                                  | Olympiahalle                                      | Múnic, Alemanya Occidental                        |
| 1986 | Austràlia (26)                                    | 3 − 2                                             | Suècia                                            | Herba                                             | Kooyong Stadium                                   | Melbourne, Austràlia                              |
| 1987 | Suècia (4)                                        | 5 − 0                                             | Índia                                             | Terra batuda (i)                                  | Scandinavium                                      | Göteborg, Suècia                                  |
| 1988 | Alemanya Occidental                               | 4 − 1                                             | Suècia                                            | Terra batuda (i)                                  | Scandinavium                                      | Göteborg, Suècia                                  |
| 1989 | Alemanya Occidental (2)                           | 4 − 1                                             | Suècia                                            | Terra batuda (i)                                  | Schleyerhalle                                     | Stuttgart, Alemanya Occidental                    |
| 1990 | Estats Units (29)                                 | 3 − 2                                             | Austràlia                                         | Terra batuda (i)                                  | Suncoast Dome                                     | Saint Petersburg, Estats Units                    |
| 1991 | França (7)                                        | 3 − 1                                             | Estats Units                                      | Terra batuda (i)                                  | Palais des Sports de Gerland                      | Lió, França                                       |
| 1992 | Estats Units (30)                                 | 3 − 1                                             | Suïssa                                            | Dura (i)                                          | Tarrant Country Centre                            | Fort Worth, Estats Units                          |
| 1993 | Alemanya (3)                                      | 4 − 1                                             | Austràlia                                         | Terra batuda (i)                                  | Exhibition Hall                                   | Düsseldorf, Alemanya                              |
| 1994 | Suècia (5)                                        | 4 − 1                                             | Rússia                                            | Terra batuda (i)                                  | Estadi Olímpic                                    | Moscou, Rússia                                    |
| 1995 | Estats Units (31)                                 | 3 − 2                                             | Rússia                                            | Terra batuda (i)                                  | Estadi Olímpic                                    | Moscou, Rússia                                    |
| 1996 | França (8)                                        | 3 − 2                                             | Suècia                                            | Dura (i)                                          | Malmömässan                                       | Malmö, Suècia                                     |
| 1997 | Suècia (6)                                        | 5 − 0                                             | Estats Units                                      | Terra batuda (i)                                  | Scandinavium                                      | Göteborg, Suècia                                  |
| 1998 | Suècia (7)                                        | 4 − 1                                             | Itàlia                                            | Terra batuda (i)                                  | Mediolanum Forum                                  | Milà, Itàlia                                      |
| 1999 | Austràlia (27)                                    | 3 − 2                                             | França                                            | Terra batuda (i)                                  | Palais des Congrès Acropolis                      | Niça, França                                      |
| 2000 | Espanya                                           | 3 − 1                                             | Austràlia                                         | Terra batuda (i)                                  | Palau Sant Jordi                                  | Barcelona, Espanya                                |
| 2001 | França (9)                                        | 3 − 2                                             | Austràlia                                         | Herba                                             | Rod Laver Arena                                   | Melbourne, Austràlia                              |
| 2002 | Rússia                                            | 3 − 2                                             | França                                            | Terra batuda (i)                                  | Palais Omnisports de Paris-Bercy                  | París, França                                     |
| 2003 | Austràlia (28)                                    | 3 − 1                                             | Espanya                                           | Herba                                             | Rod Laver Arena                                   | Melbourne, Austràlia                              |
| 2004 | Espanya (2)                                       | 3 − 2                                             | Estats Units                                      | Terra batuda (i)                                  | Estadi Olímpic de la Cartuja                      | Sevilla, Espanya                                  |
| 2005 | Croàcia                                           | 3 − 2                                             | Eslovàquia                                        | Dura (i)                                          | Sibamac Arena                                     | Bratislava, Eslovàquia                            |
| 2006 | Rússia (2)                                        | 3 − 2                                             | Argentina                                         | Dura (i)                                          | Estadi Olímpic                                    | Moscou, Rússia                                    |
| 2007 | Estats Units (32)                                 | 4 − 1                                             | Rússia                                            | Dura (i)                                          | Memorial Coliseum                                 | Portland, Estats Units                            |
| 2008 | Espanya (3)                                       | 3 − 1                                             | Argentina                                         | Dura (i)                                          | Polideportivo Islas Malvinas                      | Mar del Plata, Argentina                          |
| 2009 | Espanya (4)                                       | 3 − 0                                             | Txèquia                                           | Terra batuda (i)                                  | Palau Sant Jordi                                  | Barcelona, Espanya                                |
| 2010 | Sèrbia                                            | 3 − 2                                             | França                                            | Dura (i)                                          | Belgrade Arena                                    | Belgrad, Sèrbia                                   |
| 2011 | Espanya (5)                                       | 3 − 1                                             | Argentina                                         | Terra batuda (i)                                  | Estadi Olímpic de la Cartuja                      | Sevilla, Espanya                                  |
| 2012 | Txèquia (2)                                       | 3 − 2                                             | Espanya                                           | Dura (i)                                          | O2 Arena                                          | Praga, República Txeca                            |
| 2013 | Txèquia (3)                                       | 3 − 2                                             | Sèrbia                                            | Dura (i)                                          | Belgrade Arena                                    | Belgrad, Sèrbia                                   |
| 2014 | Suïssa                                            | 3 − 1                                             | França                                            | Terra batuda (i)                                  | Stade Pierre Mauroy                               | Lilla, França                                     |
| 2015 | Regne Unit (10)                                   | 3 − 1                                             | Bèlgica                                           | Terra batuda (i)                                  | Flanders Expo                                     | Gant, Bèlgica                                     |
| 2016 | Argentina                                         | 3 − 2                                             | Croàcia                                           | Dura (i)                                          | Arena Zagreb                                      | Zagreb, Croàcia                                   |
| 2017 | França (10)                                       | 3 − 2                                             | Bèlgica                                           | Dura (i)                                          | Stade Pierre Mauroy                               | Lilla, França                                     |
| 2018 | Croàcia (2)                                       | 3 − 1                                             | França                                            | Terra batuda (i)                                  | Stade Pierre Mauroy                               | Lilla, França                                     |
| 2019 | Espanya (6)                                       | 2 − 0                                             | Canadà                                            | Dura (i)                                          | Caja Mágica                                       | Madrid, Espanya                                   |
| 2020 | Edició suspesa a causa de la pandèmia de COVID-19 | Edició suspesa a causa de la pandèmia de COVID-19 | Edició suspesa a causa de la pandèmia de COVID-19 | Edició suspesa a causa de la pandèmia de COVID-19 | Edició suspesa a causa de la pandèmia de COVID-19 | Edició suspesa a causa de la pandèmia de COVID-19 |
| 2021 | Rússia (3)                                        | 2 − 0                                             | Croàcia                                           | Dura (i)                                          | Madrid Arena                                      | Madrid, Espanya                                   |
| 2022 | Canadà                                            | 2 − 0                                             | Austràlia                                         | Dura (i)                                          | Martín Carpena Arena                              | Màlaga, Espanya                                   |
| 2023 | Itàlia (2)                                        | 2 − 0                                             | Austràlia                                         | Dura (i)                                          | Martín Carpena Arena                              | Màlaga, Espanya                                   |
| 2024 | Itàlia (3)                                        | 2 − 0                                             | Països Baixos                                     | Dura (i)                                          | Martín Carpena Arena                              | Màlaga, Espanya                                   |

## Estadístiques
| Títols | País                            | Edicions | Finalista |
| ------ | ------------------------------- | --- | --------- |
| 32     | Estats Units                    | 1900, 1902, 1913, 1920, 1921, 1922, 1923, 1924, 1925, 1926, 1937, 1938, 1946, 1947, 1948, 1949, 1954, 1958, 1963, 1968, 1969, 1970, 1971, 1972, 1978, 1979, 1981, 1982, 1990, 1992, 1995, 2007 | 29        |
| 28     | Austràlia · Australàsia*        | 1907*, 1908*, 1909*, 1911*, 1914, 1919, 1939, 1950, 1951, 1952, 1953, 1955, 1956, 1957, 1959, 1960, 1961, 1962, 1964, 1965, 1966, 1967, 1973, 1977, 1983, 1986, 1999, 2003                     | 21        |
| 10     | França                          | 1927, 1928, 1929, 1930, 1931, 1932, 1991, 1996, 2001, 2017 | 9         |
| 10     | Regne Unit · Illes Britàniques* | 1903*, 1904*, 1905*, 1906*, 1912*, 1933, 1934, 1935, 1936, 2015 | 8         |
| 7      | Suècia                          | 1975, 1984, 1985, 1987, 1994, 1997, 1998 | 5         |
| 6      | Espanya                         | 2000, 2004, 2008, 2009, 2011, 2019 | 4         |
| 3      | Itàlia                          | 1976, 2023, 2024 | 6         |
| 3      | Rússia                          | 2002, 2006, 2021 | 3         |
| 3      | Alemanya · Alemanya Occidental* | 1988*, 1989*, 1993 | 2         |
| 3      | Txèquia · Txecoslovàquia*       | 1980*, 2012, 2013 | 2         |
| 2      | Croàcia                         | 2005, 2018 | 2         |
| 1      | Argentina                       | 2016 | 4         |
| 1      | Canadà                          | 2022 | 1         |
| 1      | Sèrbia                          | 2010 | 1         |
| 1      | Suïssa                          | 2014 | 1         |
| 1      | Sud-àfrica                      | 1974 | −         |
| 0      | Bèlgica                         | − | 3         |
| 0      | Índia                           | − | 3         |
| 0      | Romania                         | − | 3         |
| 0      | Eslovàquia                      | − | 1         |
| 0      | Japó                            | − | 1         |
| 0      | Mèxic                           | − | 1         |
| 0      | Països Baixos                   | − | 1         |
| 0      | Xile                            | − | 1         |

## Distribució de punts ATP
Els partits disputats en les eliminatòries del Grup Mundial i en els Play-offs del Grup Mundial són recompensats amb punts per al rànquing ATP.
| Ronda            | Victòria partit | Derrota partit | Bonus equip | Bonus individual | Total             |
| ---------------- | --------------- | -------------- | ----------- | ---------------- | ----------------- |
| Final            | 75              |                | 75A         | 125B             | 150 / 225A / 275B |
| Semifinals       | 70              |                |             |                  | 140               |
| Quarts de final  | 65              |                |             |                  | 130               |
| Primera ronda    | 40              | 10C            |             |                  | 80                |
| Play-off         | 5(10)D          |                |             |                  | 15                |
| Total acumulable | 500             |                | 500−535A    | 625B             | 625               |

- Nota A:  Els punts de bonificació per equip són atorgats als tennistes individuals que aconsegueixen 7 victòries i el seu equip s'adjudica la competició.
- Nota B:  Els punts de bonificació individual són atorgats als tennistes individuals que aconsegueixen 8 victòries. En aquest cas no s'atorga el bonus per equips.
- Nota C:  Si un tennista guanyarà un partit en les rondes finals, aquests punts es descompten. Només una derrota es converteixen en punts.
- Nota D:  Pel primer partit s'assignen 5 punts, amb la segona cinc més, fent un total de 15 disponibles.